# دييغو لاكسالت
دييغو لاكسالت (Diego Sebastián Laxalt Suárez) (7 فبراير 1993 في مونتفيدو في الأوروغواي – )؛ هو لاعب كرة قدم كان يلعب كلاعب وسط. يلعب مع منتخب الأوروغواي لكرة القدم منذ عام 2016.

## وصلات خارجية
- دييغو لاكسالت على موقع الاتحاد الدولي (مؤرشف)  (الإنجليزية)
- دييغو لاكسالت على موقع قاعدة بيانات كرة القدم.إي يو (الإنجليزية)
- دييغو لاكسالت على موقع ليكيب (الفرنسية)
- دييغو لاكسالت على موقع ناشيونال فوتبول تيمز (الإنجليزية)
- دييغو لاكسالت على موقع Soccerbase.com (لاعب) (الإنجليزية)
- دييغو لاكسالت على موقع Soccerway.com (الإنجليزية)
- دييغو لاكسالت على موقع عالم كرة القدم.نت (الإنجليزية)
- دييغو لاكسالت على موقع AS.com (الإسبانية)